# سنتروصور

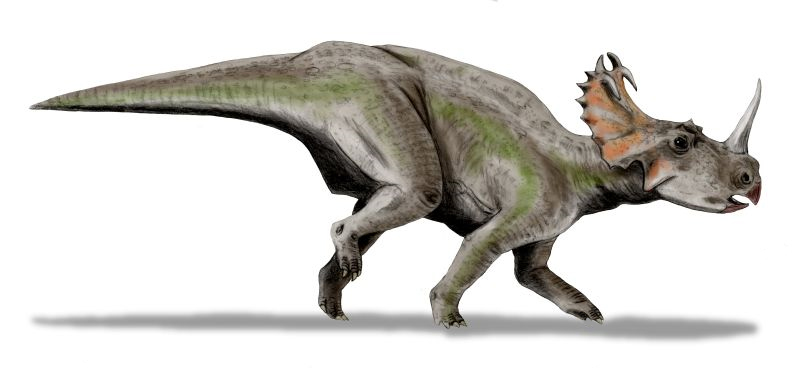
اعادة انشاء

السنتروصورس (Centrosaurus) هو جنس من ديناصورات الـ Ceratopsidae من عصر الطباشيري المتأخر في كندا، تم العثور على حفرياته في Dinosaur Park Formation يرجع تاريخها من 76.5 إلى 75.5 مليون سنة مضت.

## وصلات خارجية
- Centrosaurus at The Dinosaur Picture Database
- Centrosaurus, from the Dinosaur Encyclopaedia at Univ. of Illinois at Urbana-Champagne